# Nagy Károly (egyházi író)
Nagy Károly (Medgyes, 1937. június 2. –) református lelkipásztor, egyházi író és sakktörténeti író.

## Életútja
Teológiai tanulmányait a Kolozsvári Protestáns Teológiai Intézetben végezte (1962), ahol lelkészi képesítést nyert. Tanulmányai kiegészítésére a budapesti Eötvös Loránd Tudományegyetemen került sor, amelynek Bölcsészettudományi Karán 1996-ban doktori címet szerzett. Református lelkész Magyarszentbenedeken (1962–63), Hagymásbodonban (1963–69), majd Búzásbesenyőn (1969-től).
Első tanulmányát a Református Szemle közölte (1976). Ezenkívül tanulmánya jelent meg a budapesti Sakkéletben (A sakkjáték eredetének felfedezése. 1992/8–9) és a Sakkszövetség 1992. november 20–30. között Debrecenben megrendezett nemzetközi sakkversenye Buletinjében (1992/7, angolul). Ezt követték a Református Szemlében A Szentírás időszámítási rendszere (1985),  A Biblia matematikai módszertani kutatásának bevezetése (1985–1992), Izrael fiainak reális létszáma a kivonuláskor (1992) c. tanulmányai.

## Kötetei
- Doktori értekezése, Az Ószövetség időszámítási rendszere önálló kiadásban (Kolozsvár, 1998), valamint németül (Kolozsvár, 2001) jelent meg
- A sakkjáték eredetének felfedezése c. munkáját (Kolozsvár, 1998) angolul is kiadta (Kolozsvár, 1999)
- Bibliai számok örök üzenete. A Biblia matematikai módszertani kutatása; Stúdium, Kolozsvár, 2005

## Családja
Felesége Demény Edit, két gyermeküket nevelték fel.